# Lista över fornlämningar i Norrköpings kommun (Rönö)
Lista över fornlämningar i Norrköpings kommun (Rönö) är en förteckning av ett urval av de fornlämningar som finns i Rönö i Norrköpings kommun.
| Namn                       | Lämningstyp         | Tillkomsttid | Historisk indelning | Plats | Läge                 | ID-nr          | Bild                                 |
| -------------------------- | ------------------- | ------------ | ------------------- | ----- | -------------------- | -------------- | ------------------------------------ |
| Rönö 2:1                   | Stensättning        |              | Rönö, Östergötland  |       | 58.442804, 16.834368 | 10048300020001 | Ladda upp en bild av detta fornminne |
| Rönö 2:2                   | Stensättning        |              | Rönö, Östergötland  |       | 58.442810, 16.834594 | 10048300020002 | Ladda upp en bild av detta fornminne |
| Rönö 2:3                   | Stensättning        |              | Rönö, Östergötland  |       | 58.442758, 16.834771 | 10048300020003 | Ladda upp en bild av detta fornminne |
| Rönö 3:1                   | Stensättning        |              | Rönö, Östergötland  |       | 58.444304, 16.836139 | 10048300030001 | Ladda upp en bild av detta fornminne |
| Rönö 4:1                   | Stensättning        |              | Rönö, Östergötland  |       | 58.444134, 16.834867 | 10048300040001 | Ladda upp en bild av detta fornminne |
| Rönö 6:1                   | Gravfält            |              | Rönö, Östergötland  |       | 58.443115, 16.833562 | 10048300060001 | Ladda upp en bild av detta fornminne |
| Rönö 7:1                   | Röse                |              | Rönö, Östergötland  |       | 58.441641, 16.829997 | 10048300070001 | Ladda upp en bild av detta fornminne |
| Rönö 8:1                   | Stensättning        |              | Rönö, Östergötland  |       | 58.454575, 16.856644 | 10048300080001 | Ladda upp en bild av detta fornminne |
| Rönö 8:2                   | Stensättning        |              | Rönö, Östergötland  |       | 58.454370, 16.856665 | 10048300080002 | Ladda upp en bild av detta fornminne |
| Rönö 11:1                  | Gravfält            |              | Rönö, Östergötland  |       | 58.456756, 16.750787 | 10048300110001 | Ladda upp en bild av detta fornminne |
| Rönö 12:1                  | Gravfält            |              | Rönö, Östergötland  |       | 58.448790, 16.748510 | 10048300120001 | Ladda upp en bild av detta fornminne |
| Rönö 16:1                  | Stensättning        |              | Rönö, Östergötland  |       | 58.433252, 16.733877 | 10048300160001 | Ladda upp en bild av detta fornminne |
| Rönö 17:1                  | Gravfält            |              | Rönö, Östergötland  |       | 58.453406, 16.742467 | 10048300170001 | Ladda upp en bild av detta fornminne |
| Rönö kungsgård (Rönö 18:1) | Slott/herresäte     |              | Rönö, Östergötland  |       | 58.450810, 16.743189 | 10048300180001 | Ladda upp en bild av detta fornminne |
| Rönö 19:1                  | Gravfält            |              | Rönö, Östergötland  |       | 58.449407, 16.740990 | 10048300190001 | Ladda upp en bild av detta fornminne |
| Rönö 20:1                  | Stensättning        |              | Rönö, Östergötland  |       | 58.444903, 16.692362 | 10048300200001 | Ladda upp en bild av detta fornminne |
| Rönö 20:2                  | Stensättning        |              | Rönö, Östergötland  |       | 58.444776, 16.692400 | 10048300200002 | Ladda upp en bild av detta fornminne |
| Rönö 21:1                  | Stensättning        |              | Rönö, Östergötland  |       | 58.445574, 16.691325 | 10048300210001 | Ladda upp en bild av detta fornminne |
| Rönö 22:1                  | Stensättning        |              | Rönö, Östergötland  |       | 58.434663, 16.678409 | 10048300220001 | Ladda upp en bild av detta fornminne |
| Rönö 26:1                  | Stensättning        |              | Rönö, Östergötland  |       | 58.449733, 16.686834 | 10048300260001 | Ladda upp en bild av detta fornminne |
| Rönö 27:1                  | Stensättning        |              | Rönö, Östergötland  |       | 58.451038, 16.678477 | 10048300270001 | Ladda upp en bild av detta fornminne |
| Rönö 31:1                  | Gravfält            |              | Rönö, Östergötland  |       | 58.453359, 16.745393 | 10048300310001 | Ladda upp en bild av detta fornminne |
| Rönö 32:1                  | Gravfält            |              | Rönö, Östergötland  |       | 58.457685, 16.753448 | 10048300320001 | Ladda upp en bild av detta fornminne |
| Stora Långkiärr (Rönö 36)  | Lägenhetsbebyggelse |              | Rönö, Östergötland  |       | 58.460277, 16.768641 | 12000000030197 | Ladda upp en bild av detta fornminne |
| Långa Långkiärr (Rönö 37)  | Lägenhetsbebyggelse |              | Rönö, Östergötland  |       | 58.464323, 16.759390 | 12000000030198 | Ladda upp en bild av detta fornminne |
| Rönö 44                    | Stensättning        |              | Rönö, Östergötland  |       | 58.449708, 16.686584 | 12000000034031 | Ladda upp en bild av detta fornminne |
| Rönö 45                    | Stensättning        |              | Rönö, Östergötland  |       | 58.424856, 16.707996 | 12000000034032 | Ladda upp en bild av detta fornminne |
| Rönö 50                    | Stensättning        |              | Rönö, Östergötland  |       | 58.445420, 16.690968 | 11105000003362 | Ladda upp en bild av detta fornminne |
| Rönö 51                    | Stensättning        |              | Rönö, Östergötland  |       | 58.445427, 16.691543 | 11105000003361 | Ladda upp en bild av detta fornminne |
| Rönö 52                    | Röse                |              | Rönö, Östergötland  |       | 58.445424, 16.691065 | 11105000003360 | Ladda upp en bild av detta fornminne |
| Rönö 55                    | Lägenhetsbebyggelse |              | Rönö, Östergötland  |       | 58.450589, 16.810158 | 12000000045787 | Ladda upp en bild av detta fornminne |
| Rönö 62                    | Lägenhetsbebyggelse |              | Rönö, Östergötland  |       | 58.458477, 16.854878 | 12000000090963 | Ladda upp en bild av detta fornminne |